# Rio dos Cedros
Pour les articles homonymes, voir Rio dos Cedros (homonymie).
Rio dos Cedros est une ville brésilienne de l'État de Santa Catarina.

## Géographie
Rio do Cedros se situe par une latitude de 26° 44′ 16″ sud et par une longitude de 49° 16′ 26″ ouest, à une altitude de 85 mètres.
Sa population était de 10 280 habitants au recensement de 2010. La municipalité s'étend sur 556 km2.
Elle fait partie de la microrégion de Blumenau, dans la mésorégion de la Vallée du rio Itajaí.

## Histoire
Avant la colonisation de colons originaires de la ville italienne de Trente, en 1875 et 1876, Rio dos Cedros n'était qu'une vaste étendue de forêts inexplorées, parcourue de nombreux cours d'eau, affluents de la même rivière.
Le nom de la rivière apparaît en 1863, quand un groupe d'explorateurs de Blumenau, menés par August Wunderwald, bandeirante local, remontèrent les cours des rivières rio dos Cedros et rio Benedito depuis le rio Itajaí-Açu.
L'abondance de cèdres sur les rives des deux rivières valut le nom de « rivière des cèdres » (Rio dos Cedros en portugais) à l'une d'entre elles. L'autre reçut le nom de « Benedito », probablement à cause de la présence d'un habitant de ce nom dans la région avant l'arrivée des premiers colons.

## Administration
Depuis son émancipation de la municipalité de Timbó en 1961, Rio dos Cedros a successivement été dirigée par :
- João Floriani - 1961 à 1962
- Albano Mattedi - 1962 à 1963
- Alfredo Berri - 1963 à 1969
- Tercílio Marchetti – 1969 à 1973
- Alfredo Berri – 1973 à 1977
- Helmuth Jansen – 1977 à 1983
- Valmor Busarello – 1983 à 1988
- Marcos Marchetti - 1989 à 1992
- Walmor Lenzi - 1993 à 1996
- Marildo Domingos Felippi - 1997 à 2004
- Hideraldo José Giampiccolo - 2005 à 2008
- Fernando Tomaselli - 2009 à aujourd'hui

## Villes voisines
Rio dos Cedros est voisine des municipalités (municípios) suivantes :
- Corupá
- Jaraguá do Sul
- Pomerode
- Timbó
- Benedito Novo
- Doutor Pedrinho
- Rio Negrinho